# Kate Duchêne
Kate Duchêne (geborene Catherine Anne Purves Duchêne, * 5. Januar 1959 in London, England) ist eine britische Schauspielerin.

## Leben und Wirken
Kate Duchêne wurde in England geboren, siedelte aber bereits drei Wochen nach ihrer Geburt nach Frankreich über. Im Jahr 1962 kehrte sie dann in die englische Stadt Brighton am Ärmelkanal (East Sussex) zurück, wo sie bis heute lebt. Duchêne begann schon im Alter von 14 Jahren mit der Schauspielerei. In den 1980er Jahren war sie jedoch auch kurze Zeit als Englischlehrerin in Spanien tätig. 1986 kehrte sie für die Hauptrolle in „Lucy's Play“ erneut nach England zurück.
Duchênes bekannteste Rolle war die der Konstanze Harschmann, der strengen stellvertretenden Schulleiterin in der Kinderserie Eine lausige Hexe, die von 1999 bis 2002 in Deutschland ausgestrahlt wurde. Nachdem sie im Jahr 2003 noch einen Gastauftritt in Eine lausige Hexe in Cambridge, dem ersten Spin-off der Serie, absolvierte, enttäuschte sie viele Fans, als sie die erneute Übernahme ihrer angestammten Rolle im zweiten Spin-off The New Worst Witch (keine deutsche Synchronisation) ablehnte.
Daneben trat die Schauspielerin unter anderem in der britischen TV-Serie Afterlife und Theaterproduktionen auf.
Duchêne ist verheiratet mit Robert Friztgerald. Sie hat zwei Kinder.